# Coniaciano
| Periodo                                                                                     | Epoca                | Piano          | Età (Ma)    |
| ------------------------------------------------------------------------------------------- | -------------------- | -------------- | ----------- |
| Paleogene                                                                                   | Paleocene            | Daniano        | Più recente |
| Cretacico                                                                                   | Cretacico superiore  | Maastrichtiano | 72,2 ±0,2   |
| Cretacico                                                                                   | Cretacico superiore  | Campaniano     | 83,6 ±0,2   |
| Cretacico                                                                                   | Cretacico superiore  | Santoniano     | 85,7 ±0,2   |
| Cretacico                                                                                   | Cretacico superiore  | Coniaciano     | 89,8 ±0,3   |
| Cretacico                                                                                   | Cretacico superiore  | Turoniano      | 93,9 ±0,2   |
| Cretacico                                                                                   | Cretacico superiore  | Cenomaniano    | 100,5 ±0,1  |
| Cretacico                                                                                   | Cretacico inferiore  | Albiano        | 113,2 ±0,3  |
| Cretacico                                                                                   | Cretacico inferiore  | Aptiano        | 121,4 ±0,6  |
| Cretacico                                                                                   | Cretacico inferiore  | Barremiano     | 125,77      |
| Cretacico                                                                                   | Cretacico inferiore  | Hauteriviano   | 132,6 ±0,6  |
| Cretacico                                                                                   | Cretacico inferiore  | Valanginiano   | 137,05 ±0,5 |
| Cretacico                                                                                   | Cretacico inferiore  | Berriasiano    | 143,1 ±0,6  |
| Giurassico                                                                                  | Giurassico superiore | Titoniano      | Più antico  |
| Suddivisione del Cretacico secondo la Commissione internazionale di stratigrafia dell'IUGS. |                      |                |             |

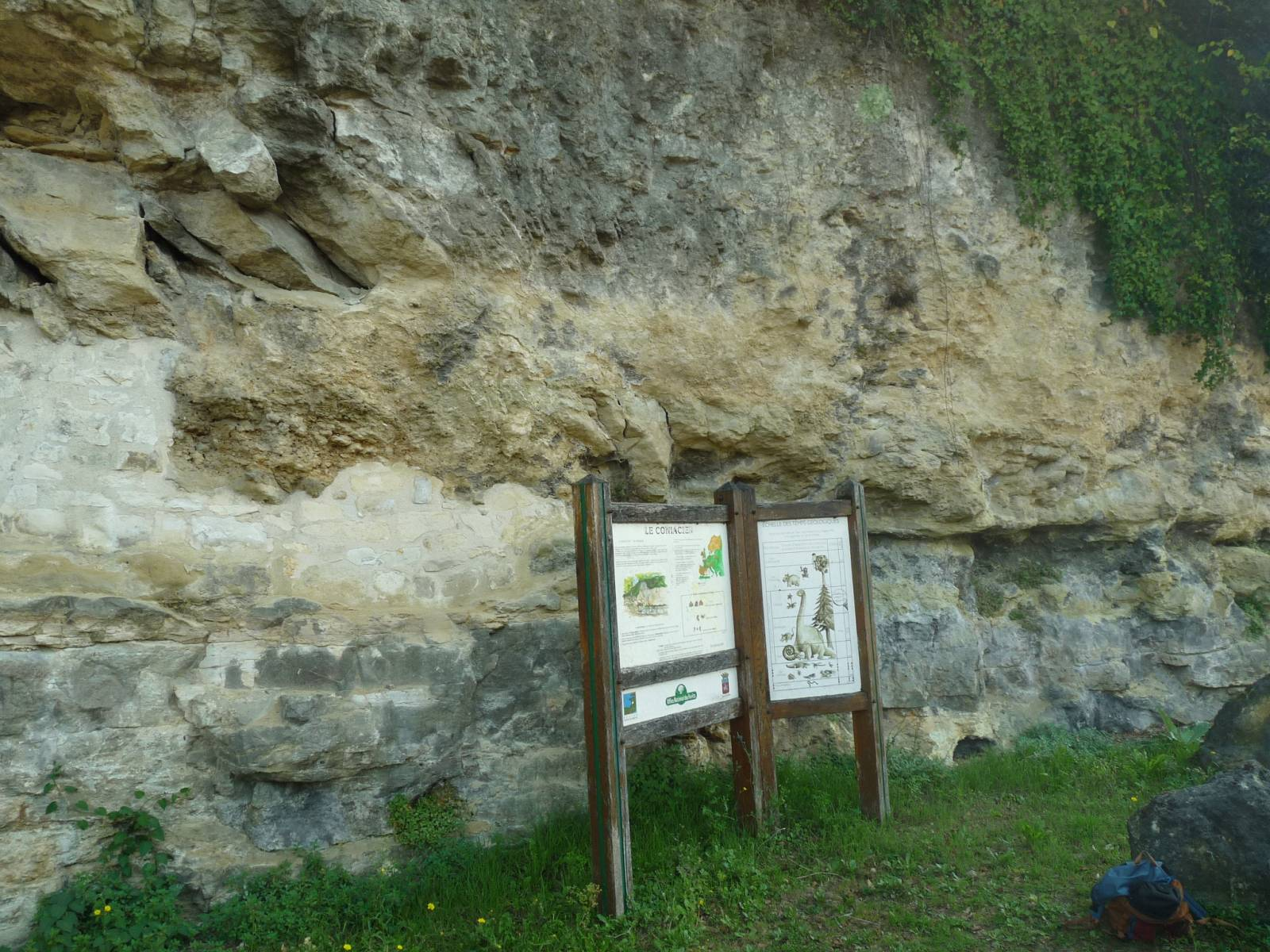
Falesia del Coniaciano a Cognac.

Nella scala dei tempi geologici, il Coniaciano rappresenta il terzo dei sei piani in cui è suddiviso il Cretacico superiore, la seconda epoca dell'intero periodo Cretacico.
È compreso tra 88,6 e 85,8 ± 0,7 milioni di anni fa (Ma), preceduto dal Turoniano e seguito dal Santoniano.

## Definizioni stratigrafiche e GSSP
Il Coniaciano fu definito dal geologo francese Henri Coquand nel 1857 e deriva il suo nome dalla città di Cognac, in latino Coniacum, nel dipartimento della Charente, in Francia.
La base del Coniaciano è fissata alla prima comparsa negli orizzonti stratigrafici del bivalve inoceramide Cremnoceramus rotundatus.
Il limite superiore, nonché base del successivo piano Santoniano, è definito dalla prima comparsa del bivalve Cladoceramus undulatoplicatus.
In Germania il Coniaciano si sovrappone allo piano regionale Emscheriano, all'incirca coevo con il Coniaciano e il Santoniano.

In magnetostratigrafia, il Coniaciano fa parte della cronozona magnetica C34, detta zona magnetica calma del Cretaceo, un periodo relativamente lungo di stabilità della polarità.

### GSSP
Il GSSP, il profilo stratigrafico di riferimento della Commissione Internazionale di Stratigrafia, non è ancora stato fissato (2010).

### Sequenza stratigrafica e geochimica
Dopo il picco raggiunto all'inizio del Turoniano nell'altezza del livello medio delle acque marine, il Coniaciano fu caratterizzato da un graduale abbassamento. Il ciclo è considerato di primo ordine nella stratigrafia di sequenza. Verso la metà del Coniaciano ci fu breve innalzamento, classificato di secondo ordine, con la conseguente trasgressione marina. La successiva fase di regressione (Co1, a 87,0 Ma) separa il Coniaciano medio da quello superiore. Un ancora più breve evento del terzo ordine causò una nuova trasgressione nel Coniaciano superiore.
All'inizio del Coniaciano medio, un evento anossico (OAE-3) nell'Oceano Atlantico provocò una deposizione su larga scala di argille nere in tutto il dominio atlantico. L'evento durò fino al Santoniano medio (da 87,3 a 84,6 Ma) ed è l'ultimo e più lungo degli eventi anossici del Cretaceo.

### Suddivisioni
Il Coniaciano è a volte ulteriormente suddiviso in tre sottopiani: inferiore, medio e superiore.
Nel dominio Tetide, comprende tre biozone ammonitiche:
- zona della  Paratexanites serratomarginatus
- zona della  Gauthiericeras margae
- zona della  Peroniceras tridorsatum

Nel dominio boreale include una sola biozona ammonitica, quella della Forresteria petrocoriensis.

## Caratteristiche
È in questa epoca (intorno a 88 milioni di anni fa) che secondo alcune teorie  viene collocata la linea di separazione fra Glires (comprendenti roditori e lagomorfi, ovvero conigli, lepri e pikas) e Euarchonta (clade comprendente Scandentia (o tupaie), Dermoptera, Plesiadapiformes e Primates).

In altre parole, la linea di separazione fra antenati dei roditori e antenati dell'uomo, ovvero l'epoca in cui si presume sia vissuto l'antenato comune di roditori e primati, ovvero il primo appartenente al superordine degli Euarchontoglires (comprendente i due cladi dei Glires o protoroditori e Euarchonta o supraprimati).
Intorno agli 86 milioni di anni fa  viene invece collocata la linea di separazione fra Scandentia (o tupaie) da un lato e fra Dermoptera, Plesiadapiformes e Primates dall'altro.

## Paleontologia

### †Ornitopodi
| Ornithopoda del Coniaciano | Ornithopoda del Coniaciano             | Ornithopoda del Coniaciano         | Ornithopoda del Coniaciano | Ornithopoda del Coniaciano |
| Taxa                       | Presenza                               | Localizzazione                     | Descrizione | Immagine                   |
| -------------------------- | -------------------------------------- | ---------------------------------- | --- | -------------------------- |
| Bactrosaurus               | Dal Turoniano al Coniaciano.           | Deserto del Gobi, Mongolia e Cina. | Aveva una lunghezza di sei metri e un'altezza di due metri in posizione da quadrupede, con un peso tra 1100 e 1500 kg. Come altri adrosauri poteva muoversi anche come bipede. |                            |
| Macrogryphosaurus          | Dal Turoniano al Coniaciano inferiore. | Portezuelo Formation, Argentina.   | Iguanodonte basale; grande bipede erbivoro. |                            |